# Римска Грчка
Римска Грчка је израз под којим се подразумијева период историје Грчке у коме су подручја данашње Грчке била под влашћу Рима. Као почетак тог периода се традиционално узима битка код Коринта 146. године п. н. е. у којој су Римљани поразили снаге тадашњег Ахајског савеза који је распуштен, а његова подручја претворена у римску провинцију; као крај се традиционално узима година 330. година када је римски цар Константин Велики на мјесту некадашњег грчког града Византиона основао нову царску пријестолницу Константинопољ, а што се традиционално узима као почетак Византијског царства.
Период прије доласка Римљана у Грчку је познат као хеленистички, а започео је непуна два вијека раније када је над тадашњим грчким полисима хегемонију успоставило Македонско краљевство, које ће постати велесила и један од сметњи Римској републици у борби за власт над Средоземљем, а што је почетком 3. вијека п. н. е. довело до македонских ратова. Римске снаге су се први пут појавиле у Грчкој у доба другог македонског рата, али Римљанима тада циљ није био освојити грчке територије, него уклонити македонску пријетњу, односно користити грчке полисе као мрежу савезника и клијентских држава; римски генерали и државници су, дијелом због властитог филхеленства, дијелом из политичких разлога, себе представљали као „ослободитеље“ Грчке од македонске тираније, односно од селеукидске пријетње на истоку. Тек када су грчки полиси, сматрајући да су те пријетње уклоњене, направили завјеру против римске власти, Римљани су постепено између 167. и 146. п. н. е. успоставили чвршћу власт над Грчком, што је кулминирало разарањем Коринта 146. п. н. е.
Римска власт је у првим десетљећима изазивала незадовољство локалног становништва, а што је у првом митридатском рату настојао искористити Митридат Велики; његова инвазија и противримски устанци су 86. године п. н. е. скршени од стране римског војсковође Суле у кампањи која је изазвала бројна разарања и пустошења. Подручје Грчке је тешко страдало и у римским грађанским ратовима неколико десетљећа касније, с обзиром да је било главно бојиште зараћених страна. Од тих пустошења се опоравило тек када је у другој половини 1. вијека успостављено Римско царство, чији је први владар Август од подручја Грчке створио нову, реорганизовану провинцију.
У првим вијековима Царства је Грчка у многим аспектима уживала благодати Римског мира, дијелом због тога што се сматрала најважнијим културним средиштем грчко-римског свијета, а дијелом што су јој поједини цареви знали исказивати посебну наклоност, у чему су се највише истакли Нерон и Хадријан. У то доба је изграђен низ вриједних споменика, грчки се наметнуо као лингва франка или равноправан латинском у многим дијеловима Царства, а Грци постали дио римске владајуће класе. Са друге стране је Грчка исто тако постала једно од главних средишта раног хришћанства.
Вишевјековни период мира и релативног благостања је прекинула криза 3. вијека у Римском царству, а која се одразила кроз колапс дотадашње границе на Дунаву; то су искористили Готи и Херули који су између 267. и 269. опустошили готово све подручје данашње Грчке и разорили бројне античке споменике. Грчка је варварских напада била лишена сљедећих стотину година, све до почетка Велике сеобе народа устанка Визигота у Тракији 395. који су након њега опустошили Грчку прије одласка на запад. Сљедећи велики талас варварских напада се збио средином 5. вијека када су западне обале Грчке пустошили Вандали из своје државе у сјеверној Африци. Упркос тим догађајима, традиционални став који сматра да је касноантичка Грчка забиљежила економско и културно пропадање се данас све мање налази међу савременим историчарима, који су, на темељу археолошких налаза и писаних извора, склонији тези како су недаће у којима су се нашле друге провинције углавном заобишле Грчку, односно да је она од 4. до 7. вијека у ствари била један од најнапреднијих и најцивилизованијих дијелова Царства.